# Bjarni Herjólfsson
Bjarni Herjólfsson byl seveřansko-islandský cestovatel, námořník, obchodník a objevitel. Je prvním Evropanem, jehož známe jménem, který objevil americkou pevninu. Dle údajů ságy Grœnlendinga se tak stalo roku 986, během Bjarniho cesty za otcem do Grónska, při níž jeho loď zasáhla bouře a posádka zabloudila. Doplula k břehům neznámé země, ale neprobádala ji. Plula dál a snažila se nalézt Grónsko. Podle současných badatelů takto objevila ostrovy Newfoundland, Labrador a Baffinův ostrov v severní Americe. Podle Bjarniho vyprávění se řídil posléze syn Erika Rudého Leif Eriksson, který doplul na Newfoundland, přistál zde a založil historicky první evropské osídlení.  